# Kuzitrin River
Der Kuzitrin River ist ein rund 167 Kilometer langer Zufluss des Beringmeers auf der Seward-Halbinsel im Westen des US-Bundesstaats Alaska.

## Flusslauf
Der Kuzitrin River entsteht 28 km westsüdwestlich des Imuruk Lake in einem Sumpfgebiet am Nordfuß der Bendeleben Mountains am Zusammenfluss von North Fork und South Fork Kuzitrin River. Er fließt in westsüdwestlicher Richtung und mündet in das Nordostende des Imuruk Basin, eine Inlandsbucht, die über den Tuksuk Channel mit dem Beringmeer verbunden ist. Das obere Einzugsgebiet des Kuzitrin River liegt im Schutzgebiet Bering Land Bridge National Preserve. Der Fluss weist ein stark mäandrierendes Verhalten mit zahlreichen Flussschlingen und Altarmen auf. Größere Nebenflüsse des Kuzitrin River sind Noxapaga River und Kougarok River von rechts sowie Pilgrim River von links.

## Quellflüsse
Der South Fork Kuzitrin River ist der Hauptquellfluss des Kuzitrin River. Er entspringt in den Bendeleben Mountains auf einer Höhe von etwa 800 m. Das Quellgebiet liegt östlich des Mount Boyan. Der South Fork Kuzitrin River fließt anfangs knapp 3 km nach Norden zum Kuzitrin Lake, den er an dessen Westende wieder verlässt. Der South Fork Kuzitrin River fließt nun nach Westen und trifft nach einer Fließstrecke von 43 km auf den North Fork Kuzitrin River. Der South Fork Kuzitrin führt wesentlich mehr Wasser als der zweite Quellfluss, der zeitweise abschnittsweise trockenfällt.
Der North Fork Kuzitrin River ist der etwa 19 km lange rechte Quellfluss des Kuzitrin River. Er entspringt auf einer Höhe von etwa 250 m. Das Quellgebiet befindet sich 15 km südwestlich des Imuruk Lake. Der North Fork Kuzitrin River fließt anfangs nach Westen, wendet sich aber bald in Richtung Westsüdwest.